# ناحیه ابینگتون، شهرستان مرسر، ایلینوی
شهرستان ابینگتون، بخش مرسر، ایلینواس (به انگلیسی: Abington Township, Mercer County, Illinois) در ایالات متحده آمریکا با جمعیت ۳۹۲ نفر است که در ایلی‌نوی واقع شده‌است.